# جيرد شنايدر
جيرد شنايدر (بالألمانية: Gerd Schneider)‏ (18 ديسمبر 1940 - 29 أكتوبر 1983) هو لاعب كرة قدم ألماني سابق كان يلعب كمدافع.

## مسيرته

### مسيرته مع الأندية
- 1961 - 1970 لعب مع نادي كايزرسلاوترن 219 مباراة سجل خلالها هدف.

## روابط خارجية
- جيرد شنايدر على موقع قاعدة بيانات كرة القدم.إي يو (الإنجليزية)
- جيرد شنايدر على موقع بيانات كرة القدم. دي إي (الألمانية)